# Drechterland
Drechterland este o comună în provincia Olanda de Nord, Țările de Jos. 

## Localități componente
Hem, Hoogkarspel, Oosterblokker, Oosterleek, Schellinkhout, Venhuizen, Westwoud, Wijdenes.